# Live and More!
Live and More! to DVD amerykańskiej piosenkarki muzyki pop Britney Spears wydane 21 listopada 2000 roku. Materiały są zebrane z wizyty na Hawajach w czasie trasy Crazy 2K Tour. W materiale można zobaczyć nie tylko Britney, lecz także jej tancerzy, przyjaciół i nawet ludzi tańczących taniec hula. Na płycie zamieszczono trzy teledyski z drugiej płyty Britney (OIDIG): "Oops!... I Did It Again", "Lucky", i "Stronger". DVD zajęło najwyżej czwartą pozycje w USA, gdzie zostało certyfikowane potrójną platyną. We Francji DVD uzyskało status jednej platyny, czyli album został zakupiony w ponad 20 tysiącach egzemplarzy.

## O DVD

### Wiadomości techniczne
- Oryginalny język: angielski
- Lektor: angielski (Dolby Digital 5.1)

### Materiał
- 3 teledyski:

1. "Lucky"
2. "Oops!... I Did It Again"
3. "Stronger"

- Britney na Saturday Night Live:

1. "Woodrow the Homeless Man"
2. "Britney Judges Dancer Tryouts"
3. "Morning Latte",
4. "Oops!... I Did It Again"
5. "Don’t Let Me Be the Last to Know"

- Britney na żywo z Plaży Waikīkī, Hawaje

1. "(You Drive Me) Crazy"
2. "Sometimes"
3. "From the Bottom of My Broken Heart"
4. "Born to Make You Happy"
5. "Oops!... I Did It Again"
6. "Don’t Let Me Be the Last to Know"
7. "The Beat Goes On"
8. "…Baby One More Time"

- Film
- Galeria
- Strony internetowe